# Albert Friedrich Reichert
Albert Friedrich Reichert (* 6. Mai 1860 in Vaihingen an der Enz; † 17. April 1910 in Heidenheim) war ein deutscher Verwaltungsbeamter.

## Leben
Reichert studierte an der Eberhard Karls Universität Tübingen. 1883 erhielt er die Corpsschleife des Corps Franconia Tübingen. Nach dem Studium trat er in den württembergischen Staatsdienst ein. Von 1894 bis 1895 war er Amtmann beim Oberamt Vaihingen und von 1896 bis 1899 bei der Stadtdirektion Stuttgart. Von 1899 bis 1901 war er dort Regierungsassessor. Von 1901 bis zu seinem Tod 1910 war er Oberamtmann des Oberamts Heidenheim.

## Auszeichnungen
- Preußische Landwehrdienstauszeichnung 2. Klasse